# 那須資徳
那須 資徳（なす すけのり）は、江戸時代前期から中期にかけての旗本・大名。下野国烏山藩2代藩主。

## 経歴
陸奥国弘前藩4代藩主・津軽信政の三男として誕生した。天和3年（1683年）閏5月1日、母方の大叔父・那須資弥の養子となった。同年7月11日、江戸幕府5代将軍・徳川綱吉に御目見する。貞享4年（1687年）8月25日、資弥の死去により家督を相続したが、同年10月14日、改易となり、実父・津軽信政の許に預けられた。元禄7年（1694年）閏5月から翌年3月にかけて、信政に従って弘前城に赴き、寺社参詣・湯治などをした。
元禄13年（1700年）5月20日、信政の運動により旗本に取り立てられて、小普請に所属する。後に寄合に所属した。元禄14年（1701年）12月25日、下野那須郡内1000石を与えられた。宝永2年（1705年）6月3日、津軽家より合力米3000石を得た。宝永5年（1708年）4月5日、交代寄合となった。同年6月25日、死去、享年37。

## 烏山騒動
貞享4年（1687年）8月25日、養子の資徳が那須家の家督を相続したが、実子で次男の資寛とその生母が、資徳の家督相続を不当であると幕府に訴えたことより、藩領内に隠されていた次男の存在が発覚した。これは幕府に対する虚偽申請であり、同年10月14日に幕府は那須家を改易処分とした。資徳は生家の津軽家に預けられ、津軽信政は叱責処分を受けた。十数年後の元禄13年（1700年）5月20日、幕府に対する津軽家の長い嘆願により、資徳は旗本1千石として再度取り立てられて、那須家の家名は復活した。
その後も交代寄合那須衆の那須家と津軽藩は関係を保ち続け、明治維新を迎えたのち、那須家は津軽氏を頼って青森県に移住している。